# Samu Géza
Samu Géza (Kocsola, 1947. december 2. – Békésszentandrás, 1990. október 6.) Munkácsy-díjas magyar szobrászművész.

## Életpályája
Pályafutása az 1970-es évek elején indult. A népi tárgykultúra pusztulófélben lévő rekvizítumait, a paraszti lét mindennapi használati eszközeit, tárgyait idézte meg, fogalmazta újra szobraiban. Népmesei, balladai elemeket épített idoljaiba (bálványaiba), bábfigurákra emlékeztető műveibe. Alapanyaga a fa, de dolgozott vassal, kővel, csonttal és munkáihoz felhasznált növényi magvakat, madártollat, később pedig bronzot és alabástromot is. 1976-ban a Vörös szerpentin installációban összegezte korábbi munkáit, ezzel az átfogó művével búcsúzott a népi tárgykultúrára utaló direkt fogalmazásmódtól. Ettől kezdve készített szabadtéri és kiállítási enteriőrbe fogalmazott installációkat, environmenteket és assemblage-okat. Antropomorf és zoomorf szobrait kis és nagy méretben egyaránt megalkotta. Legjelentősebb hazai kiállítása az 1983-as műcsarnokbeli Installációs kísérlete, míg külföldön a XLIII. velencei biennálen való szereplése volt. Legjellegzetesebb műve a számtalan variánsban, anyagban és méretben alkotott Kisördög. Műveiből elementáris erő sugárzik, egyéni, mással nem rokonítható hangvétele a XX. századi magyar szobrászat egyik legjelentősebb alkotójává tette. Állandó kiállítása a pécsváradi Samu Géza Múzeumban látható.

## Egyéni kiállítások

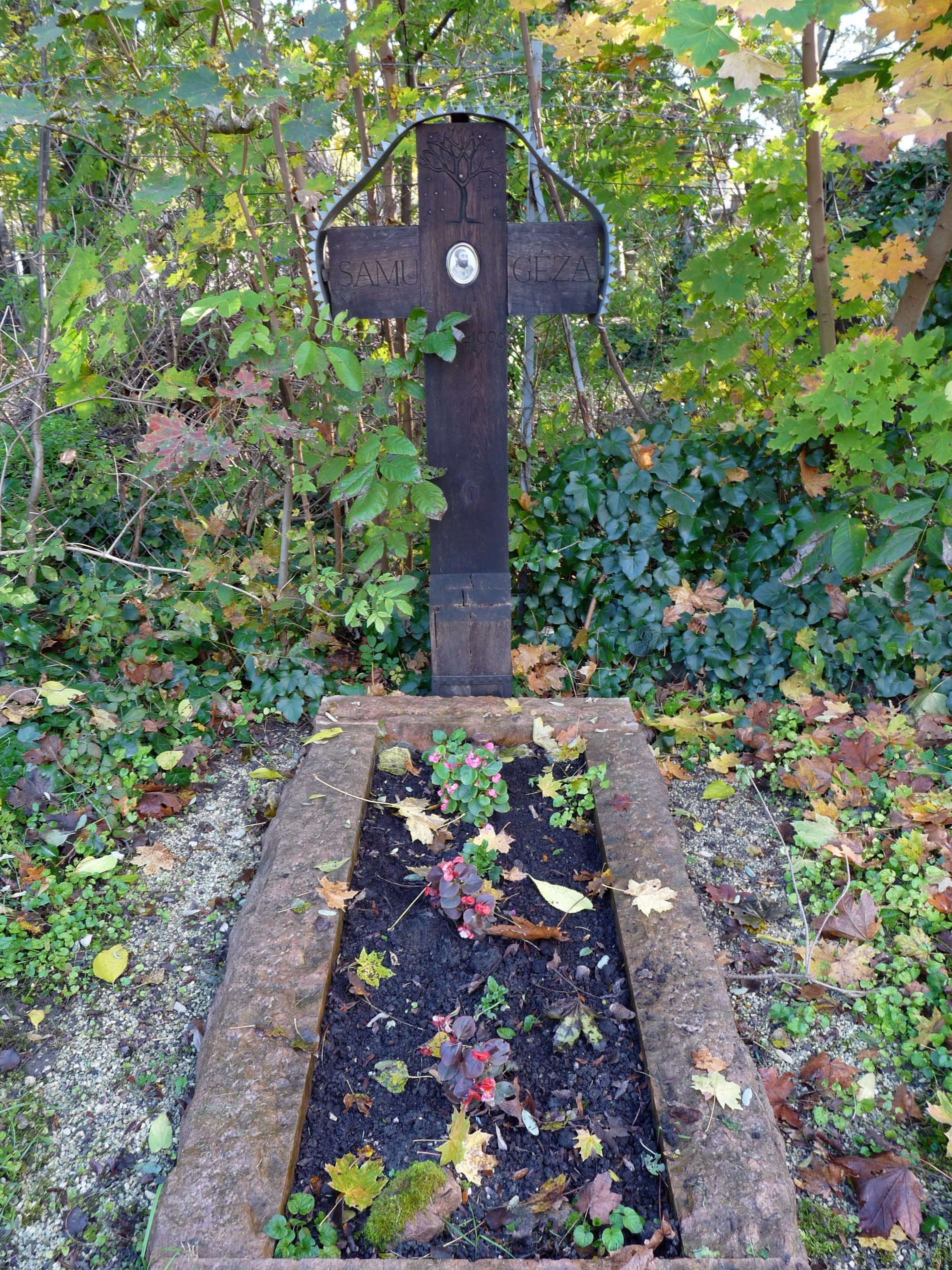
Síremléke az Óbudai temetőben (49-I-60)

- 1971 Pesterzsébeti Vasas Művelődési Otthon, Budapest
- 1972 Derkovits Ifjúsági Klub, Budapest
- 1973 Fiatal Művészek Klubja, Budapest Színháztéri Galéria, Pécs • Művelődési Ház, Debrecen
- 1974 Művelődési Központ, Pécsvárad • Kassák Művelődési Ház, Budapest
- 1975 Hajdú-Bihar Megyei Művelődési Központ, Debrecen • Stúdió Galéria, Budapest • Kék kápolna, Balatonboglár
- 1976 Szoboszlói Galéria, Hajdúszoboszló • Városi Ifjúsági és Úttörőház, Zalaegerszeg • Szoborkert, Tata
- 1977 Babits Mihály Megyei Művelődési Központ, Szekszárd
- 1978 József Attila Városi Művelődési Ház, Szeged • Bartók Béla Művelődési Központ, Szeged
- 1979 Műhelykiállítás, Magyar Nemzeti Galéria, Budapest
- 1981 Vas utcai Szabadtéri Galéria, Budapest • Blick Auf Ungarn, Galerie der Künstlergruppe Experiment, Stuttgart • Budapest Galéria, Budapest
- 1982 Pataky Művelődési Központ Galéria, Budapest Bukta Imrével • Liszt Ferenc Állami Zeneiskola, Győr
- 1983 Műcsarnok, Budapest
- 1985 Kaesz Gy. Faipari Szakmunkásképző Intézet • Óbuda Galéria, Budapest • Kossuth Lajos Tudományegyetem, Debrecen • Pécsi Galéria, Pécs Székely Verával
- 1986 Városi Művelődési Központ, Gödöllői Galéria, Gödöllő
- 1987 Ady Endre Művelődési Ház Galéria, Miskolc • Árpád-kori templom, Mánfa • Uitz Terem, Dunaújváros • Gábor Andor Művelődési Központ, Nagyatád • Veress Péter Művelődési Központ, Balmazújváros
- 1988 Babits Mihály Megyei Művelődési Központ, Szekszárd • Bartók 32 Galéria, Budapest • Ernst Múzeum, Budapest • Móricz Zsigmond Városi Művelődési Központ, Heves • Ljudmila Zsivkova Kultúrpalota, Szófia
- 1989 Lunds Konsthall, Lund (SVE) • Magyar Ház, Berlin • New Art of Hungary - Four Artists, Don Soker Gallery, San Francisco • Taitellijat edustivat Unkaria 1988, Taidesalonki Bellarte, Helsinki • Várgaléria, Veszprém • Kemenesaljai Művelődési Központ, Celldömölk
- 1991 Természetmítoszok a képzőművészetben. ~ és a Fáskör, Műcsarnok, Győr • A Fáskör, Budatétényi Galéria, Budapest
- 1992 Imagen del Otro Mundo, Expo '92, Sevilla • Műcsarnok, Palme H. [Gaál Józseffel, Tóth Menyhérttel]
- 1998  Samu Géza emlékkiállítása, Janus Pannonius Múzeum, Pécs
- 1999 Fővárosi Képtár, Budapest
- 2000 Samu G. Múzeum, Pécsvárad (állandó kiállítás)
- 2015 Vigadó, Budapest

## Válogatott csoportos kiállítások
- 1974 Stúdió '74, Ernst Múzeum, Budapest
- 1978 Studio de Budapest, Grand Palais des Champs-Elysées, Párizs • Magyar szobrászat, Műcsarnok, Budapest
- 1980 Manifestation Internationale des jeunes artistes, B. de Paris, Musée d'Art Moderne, Párizs
- 1983 Művészeti szimpozionok eredményei I. - Szobrászat, Műcsarnok, Budapest
- 1985 Contemporary Visual Art in Hungary - Eighteen Artists, Third Eye Centre, Glasgow
- 1986 3. Triennale Kleinplastik, Swabenlandhalle, Fellbach (Német Szövetségi Köztársaság)
- 1987 VII. Budapesti Nemzetközi Kisplasztikai Kiállítás, Műcsarnok, Budapest
- 1988 XLIII. velencei biennále, Velence
- 1991 Kortárs képzőművészet. Válogatás a Ludwig Múzeum és a Magyar Nemzeti Galéria gyűjteményéből, Magyar Nemzeti Galéria, Budapest
- 1992 Másvilágkép, Műcsarnok, Palme Ház, Budapest
- 1998 Rég nem látott és újonnan szerzett művek, Csók Képtár, Székesfehérvár.

## Köztéri művei

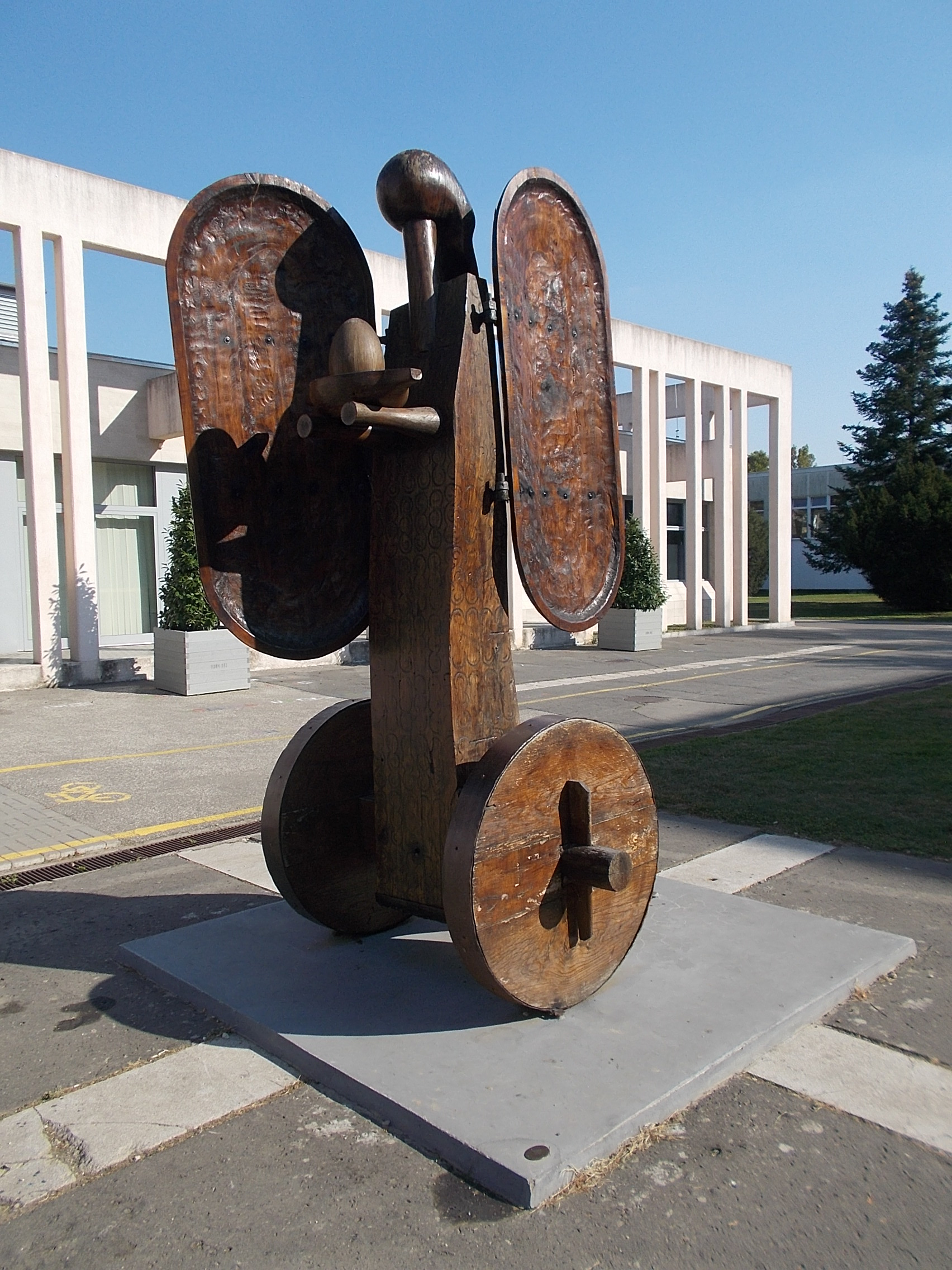
Pogány mitológia

- Halottvivők (öntöttvas, fa, 1975, Dunaújváros, Duna park)
- Kanizsai Dorottya (fa, 1976, Mohács, emlékpark)
- Halottvivők (öntöttvas, 1976, Dunaújváros, Duna-park)
- Nagy lepke (fa, fém, 1976, Zalaegerszeg, játszótér)
- Népballada (fa, fém, 1977-1978, Műcsarnok, Olof Palme sétány)
- Kőműves Kelemenné (Népballada) (fa, fém, 1977-1978, Budapest, XVI. ker., Jubileumi lakótelep)
- Kerekes angyal /Pogány Mitológia/(vas, fa, 1979, Dombóvár, Művelődési Központ)
- Tokaji oszlop (fa, 1979, Tokaj)
- Napszekér (fa, 1984, Budapesti Komplex Szakképzési Centrum Kaesz Gyula Faipari Technikum és Szakképző Iskola)
- Mítoszlop (fa, fém, 1981-1985, Sárospatak, Művelődési Ház)
- Kétfelé ágazó fa (fa, 1988, Heves)
- Szánkó (fa, 1995, Városliget, Műcsarnok).

## Művek közgyűjteményekben
- Szent István Király Múzeum, Székesfehérvár
- Janus Pannonius Múzeum, Pécs
- Kecskeméti Képtár, Kecskemét
- Ludwig Múzeum – Kortárs Művészeti Múzeum, Budapest
- Középfokú Oktatási Intézet, Heves
- Magyar Nemzeti Galéria, Budapest
- Petőfi Sándor Múzeum, Aszód
- Szombathelyi Képtár, Szombathely.

## Díja
- Munkácsy Mihály-díj (1990)
- Kocsola díszpolgára

## Film
- Csányi M.: Ismerjük meg Samu Gézát, Magyar Televízió, 1972–73